# Campyloneura virgula
Campyloneura virgula är en insektsart som först beskrevs av Herrich-schaeffer 1836.  Campyloneura virgula ingår i släktet Campyloneura och familjen ängsskinnbaggar. Arten är reproducerande i Sverige. Inga underarter finns listade i Catalogue of Life.